# CE Sabadell FC
Centre d'Esports Sabadell Futbol Club, S.A.D. to hiszpański klub piłkarski z siedzibą w Sabadell. Został założony w 11 grudnia 1903. Domowe spotkania rozgrywa na stadionie Nova Creu Alta mogącym pomieścić do 20.000 widzów.
W 1935 klub doszedł do finału Pucharu Króla, gdzie przegrał ostatecznie 3:0 z Sevillą.

## Historia

### Wybrani byli prezesi
- Joan Grau (1906-1910)
- Joan B. Saus (1911-1923)
- Emili Moragas (1923-1929)
- Joan Grau (1906-1910)
- Antoni Tamburini (1930-1933, 1939)
- Josep Maria Marcet (1933–1934, 1939–1942, 1951-1952, 1952−1953)
- Joan Ricart (1953-1955)
- Ricart Rosson (1955−1958, 1965-1973)
- Francesc Valldeperas (1975-1983)
- Joan Soteras (1994–1996, 2006-2013)
- Miquel Arroyos (1996–2002)
- Keisuke Sakamoto (2013–2015)
- Antoni Reguant (2015–2018)
- Esteve Calzada (od 2018)

## Stadion
Nova Creu Alta jest stadionem piłkarskim znajdującym się w Sabadell i na nim domowe spotkania rozgrywa klub Centre d'Esports Sabadell. Został on otwarty 20 sierpnia 1967 i może pomieścić 20 000 widzów.

## Rozgrywki ligowe
Primera División
4. miejsce (3): 1952/1953, 1953/1954, 1968/1969
5. miejsce (1): 1946/1947
Campionat de Catalunya de Segona Categoria
Mistrz Katalonii (3): 1912/13, 1913/14, 1929/30
Segunda División
Pierwsze miejsce (2): 1941/42, 1945/46
Drugie miejsce (6): 1934/35, 1939/40, 1956/57, 1957/58, 1958/59, 1985/86
Segunda División B
Pierwsze miejsce (1): 1983/84
Tercera División
Pierwsze miejsce (4): 1931/32, 1963/64, 1976/77, 1993/94
Drugie miejsce (20: 1930/31, 1932/33
Puchar Króla
Finalista (1): 1934/35
Campeonato de España
Zdobywca (1): 1913
Copa Catalunya
Zdobywca (1): 1933/34
RFEF Cup
Zdobywca (1): 1999/00
Copa Generalitat
Finalista (1): 1990/91
Torneig Nostra Catalunya
Zdobywca (5): 1978, 1979, 1988, 1989, 1990
Finalista (2): 1980, 1984
- Historyczne miejsce w Primera División:[1] 30.

## Europejskie puchary
Legenda do wszystkich tabel:
- Q – runda eliminacyjna, 1/16, 1/8, 1/4, 1/2 – odpowiednia faza rozgrywek, Grupa – runda grupowa, 1r gr – pierwsza runda grupowa, 2r gr – druga runda grupowa, F – finał, R – runda, PO – play-off
- k. – rzuty karne, los. – losowanie, Dogr. – dogrywka, w. – zasada bramek strzelonych na wyjeździe

| Sezon   | Rozgrywki              | Runda | Przeciwnik  | Dom | Wyjazd | Ogólnie |
| ------- | ---------------------- | ----- | ----------- | --- | ------ | ------- |
| 1969/70 | Puchar Miast Targowych | 1R    | Club Brugge | 2–0 | 1–5    | 3–5     |

## Sezony
| Sezon                                                               | Liga                  | Poziom ligowy | Pozycja      | Puchar Króla |
| ------------------------------------------------------------------- | --------------------- | ------------- | ------------ | ------------ |
| 1930/31                                                             | Tercera División      | III           | 2.           | 2. runda     |
| 1931/32                                                             | Tercera División      | III           | 1.           |              |
| 1932/33                                                             | Tercera División      | III           | 2. (awans)   |              |
| 1933/34                                                             | Segunda División      | II            | 9.           | 1. runda     |
| 1934/35                                                             | Segunda División      | II            | 2.           | Finał        |
| 1935/36                                                             | Segunda División      | II            | 5.           |              |
| W latach 1936-1939 rozgrywki wstrzymane ze względu na wojnę domową. |                       |               |              |              |
| 1939/40                                                             | Segunda División      | II            | 2.           |              |
| 1940/41                                                             | Segunda División      | II            | 9.           | 1. runda     |
| 1941/42                                                             | Segunda División      | II            | 1.           | 1. runda     |
| 1942/43                                                             | Segunda División      | II            | 2. (awans)   | 1. runda     |
| 1943/44                                                             | Primera División      | I             | 9.           | Ćwierćfinał  |
| 1944/45                                                             | Primera División      | I             | 13. (spadek) | 1. runda     |
| 1945/46                                                             | Segunda División      | II            | 1. (awans)   | 1. runda     |
| 1946/47                                                             | Primera División      | I             | 5.           | Ćwierćfinał  |
| 1947/48                                                             | Primera División      | I             | 12.          | 6. runda     |
| 1948/49                                                             | Primera División      | I             | 14. (spadek) | 4. runda     |
| 1949/50                                                             | Segunda División      | II            | 6.           | 2. runda     |
| 1950/51                                                             | Segunda División      | II            | 3.           |              |
| 1951/52                                                             | Segunda División      | II            | 4.           |              |
| 1952/53                                                             | Segunda División      | II            | 11.          | 1. runda     |
| 1953/54                                                             | Segunda División      | II            | 6.           |              |
| 1954/55                                                             | Segunda División      | II            | 10.          |              |
| 1955/56                                                             | Segunda División      | II            | 5.           |              |
| 1956/57                                                             | Segunda División      | II            | 2.           |              |
| 1957/58                                                             | Segunda División      | II            | 2.           |              |
| 1958/59                                                             | Segunda División      | II            | 2.           | 1. runda     |
| 1959/60                                                             | Segunda División      | II            | 7.           | 2. runda     |
| 1960/61                                                             | Segunda División      | II            | 6.           | 1. runda     |
| 1961/62                                                             | Segunda División      | II            | 8.           | 2. runda     |
| 1962/63                                                             | Segunda División      | II            | 16. (spadek) | 1. runda     |
| 1963/64                                                             | Tercera División      | III           | 1. (awans)   |              |
| 1964/65                                                             | Segunda División      | II            | 2. (awans)   | 1. runda     |
| 1965/66                                                             | Primera División      | I             | 14.          | Ćwierćfinał  |
| 1966/67                                                             | Primera División      | I             | 8.           | 2. runda     |
| 1967/68                                                             | Primera División      | I             | 12.          | 2. runda     |
| 1968/69                                                             | Primera División      | I             | 4.           | 1. runda     |
| 1969/70                                                             | Primera División      | I             | 13.          | Ćwierćfinał  |
| 1970/71                                                             | Primera División      | I             | 13.          | 5. runda     |
| 1971/72                                                             | Primera División      | I             | 18. (spadek) | 4. runda     |
| 1972/73                                                             | Segunda División      | II            | 12.          | 5. runda     |
| 1973/74                                                             | Segunda División      | II            | 15.          | 1/8 finału   |
| 1974/75                                                             | Segunda División      | II            | 19. (spadek) | 4. runda     |
| 1975/76                                                             | Tercera División      | III           | 6.           | 2. runda     |
| 1976/77                                                             | Tercera División      | III           | 1. (awans)   | 1. runda     |
| reorganizacja rozgrywek                                             |                       |               |              |              |
| 1977/78                                                             | Segunda División      | II            | 6.           | 4. runda     |
| 1978/79                                                             | Segunda División      | II            | 12.          | 1. runda     |
| 1979/80                                                             | Segunda División      | II            | 6.           | 4. runda     |
| 1980/81                                                             | Segunda División      | II            | 7.           | 2. runda     |
| 1981/82                                                             | Segunda División      | II            | 11.          | 2. runda     |
| 1982/83                                                             | Segunda División      | II            | 18. (spadek) | 2. runda     |
| 1983/84                                                             | Segunda División B    | III           | 1. (awans)   | 4. runda     |
| 1984/85                                                             | Segunda División      | II            | 4.           | 1/8 finału   |
| 1985/86                                                             | Segunda División      | II            | 2. (awans)   | Ćwierćfinał  |
| 1986/87                                                             | Primera División      | I             | 15.          | 3. runda     |
| 1987/88                                                             | Primera División      | I             | 19. (spadek) | Ćwierćfinał  |
| 1988/89                                                             | Segunda División      | II            | 13.          | 4. runda     |
| 1989/90                                                             | Segunda División      | II            | 7.           | 1/8 finału   |
| 1990/91                                                             | Segunda División      | II            | 12.          | 4. runda     |
| 1991/92                                                             | Segunda División      | II            | 9.           | 4. runda     |
| 1992/93                                                             | Segunda División      | II            | 20. (spadek) | 5. runda     |
| 1993/94                                                             | Tercera División      | IV            | 1. (awans)   | 1. runda     |
| 1994/95                                                             | Segunda División B    | III           | 11.          | 2. runda     |
| 1995/96                                                             | Segunda División B    | III           | 16.          |              |
| 1996/97                                                             | Segunda División B    | III           | 11.          |              |
| 1997/98                                                             | Segunda División B    | III           | 11.          |              |
| 1998/99                                                             | Segunda División B    | III           | 7.           |              |
| 1999/00                                                             | Segunda División B    | III           | 13.          |              |
| 2000/01                                                             | Segunda División B    | III           | 3.           |              |
| 2001/02                                                             | Segunda División B    | III           | 14.          | 1. runda     |
| 2002/03                                                             | Segunda División B    | III           | 7.           |              |
| 2003/04                                                             | Segunda División B    | III           | 16.          | 2. runda     |
| 2004/05                                                             | Segunda División B    | III           | 13.          |              |
| 2005/06                                                             | Segunda División B    | III           | 18. (spadek) |              |
| 2006/07                                                             | Tercera División      | IV            | 3. (awans)   |              |
| 2007/08                                                             | Segunda División B    | III           | 14.          |              |
| 2008/09                                                             | Segunda División B    | III           | 4.           |              |
| 2009/10                                                             | Segunda División B    | III           | 10.          | 2. runda     |
| 2010/11                                                             | Segunda División B    | III           | 1. (awans)   |              |
| 2011/12                                                             | Segunda División      | II            | 19.          | 2. runda     |
| 2012/13                                                             | Segunda División      | II            | 16.          | 3. runda     |
| 2013/14                                                             | Segunda División      | II            | 10.          | 2. runda     |
| 2014/15                                                             | Segunda División      | II            | 21. (spadek) | 1/16         |
| 2015/16                                                             | Segunda División B    | III           | 7.           | 1. runda     |
| 2016/17                                                             | Segunda División B    | III           | 15.          |              |
| 2017/18                                                             | Segunda División B    | III           | 12.          |              |
| 2018/19                                                             | Segunda División B    | III           | 12.          |              |
| 2019/20                                                             | Segunda División B    | III           | 3. (awans)   |              |
| 2020/21                                                             | Segunda División      | II            | 19. (spadek) | 2. runda     |
| reorganizacja rozgrywek                                             |                       |               |              |              |
| 2021/22                                                             | Primera División RFEF | III           | 8.           | 1. runda     |
| 2022/23                                                             | Primera Federación    | III           | 10.          |              |
| 2023/24                                                             | Primera Federación    | III           | 16. (spadek) |              |
| 2024/25                                                             | Segunda Federación    | IV            |              |              |

## Skład

### Obecny skład
| Nr | Poz. | Piłkarz               |
| -- | ---- | --------------------- |
|    | BR   | Nauzet Pérez          |
|    | BR   | David De Navas        |
|    | OB   | Martí Crespí          |
|    | OB   | Víctor Espasandín     |
|    | OB   | Cristian García       |
|    | OB   | Carlos Hernández      |
|    | OB   | Pablo Ruiz            |
|    | OB   | Toni Doña             |
|    | OB   | Raúl Goni             |
|    | OB   | Javi Barral           |
|    | OB   | Francisco José Olivas |
|    | OB   | Mohamed El Yaagoubi   |
|    | OB   | Jesús Olmo Lozano     |

| Nr | Poz. | Piłkarz             |
| -- | ---- | ------------------- |
|    | PO   | Juanjo Ciércoles    |
|    | PO   | Antonio Hidalgo     |
|    | PO   | David Pérez Arteaga |
|    | PO   | Rúper               |
|    | PO   | Alan López          |
|    | PO   | Paco Sutil          |
|    | PO   | Sotan Tanabe        |
|    | PO   | Fernando Llorente   |
|    | NA   | Manuel Gato         |
|    | NA   | Aníbal Zurdo        |
|    | NA   | Juan José Collantes |
|    | NA   | Édgar Hernández     |
|    | NA   | Raúl Tamudo         |

### Obecny sztab szkoleniowy
| Menadżer           | Miquel Olmo Forte |
| Asystent menadżera | Jesús Serrano     |
| Fizjoterapeuta     | Josep Orriols     |

## Najwięcej występów w Primera División
- Pepe Martinez: 151
- Isidro Sánchez: 142
- Ramón Montesinos: 142
- Ramón de Pablo Marañón: 140
- Mario Pini: 138
- Josep Palau: 115
- Joaquim Navarro: 103
- Lluís Múñoz: 100
- Antonio Vázquez: 92
- Alberto Arnal: 86
- Manuel Pallas: 85
- Ricard Pujol: 81

## Najwięcej goli w Primera División
- Antonio Vázquez: 35
- Manuel Pallas: 27
- Josep Palau: 26
- Antonio Sangrador: 23
- Juan Del Pino: 24
- José Luis Garzón Sr.: 21
- Josep Antoni Noya: 15
- Josep Maria Vall: 15
- Ramón de Pablo Marañón: 15
- Juli Gonzalvo: 14
- Benjamín Telechea: 12
- Periko Alonso: 12